# Goodman-Mausmaki
Der Goodman-Mausmaki (Microcebus lehilahytsara) ist eine auf Madagaskar lebende Primatenart aus der Gattung der Mausmakis innerhalb der Gruppe der Lemuren. Die Art wurde 2005 erstbeschrieben. Der Name ehrt den Biologen Steven M. Goodman, das Artepitheton lehilahytsara ist eine Zusammensetzung der madagassischen Wörter für „gut“ und „Mann“.
Goodman-Mausmakis zählen zu den kleineren Vertretern der Mausmakis und somit zu den kleinsten Primaten. Sie erreichen eine Kopfrumpflänge von 9 Zentimetern, eine Schwanzlänge von 11 bis 12 Zentimetern und ein Gewicht von 30 bis 64 Gramm. Ihr Fell ist an der Oberseite rotbraun bis orangebraun gefärbt, der Bauch ist weißlich. Der lange Schwanz ist ebenfalls rotbraun gefärbt. Der Kopf ist rundlich, die Schnauze kurz, die Ohren sind klein und rund. Zwischen den großen Augen befindet sich ein auffälliger weißer Streifen.

Verbreitungsgebiet

Goodman-Mausmakis sind bislang nur aus dem Nationalpark Andasibe-Mantadia und angrenzenden Gebieten im östlichen Madagaskar bekannt. Ihr Lebensraum sind tropische Regenwälder. Über die Lebensweise dieser neuentdeckten Art ist noch sehr wenig bekannt. Wie alle Mausmakis dürfte sie nachtaktiv sein und sich vorwiegend auf den Bäumen aufhalten. Mausmakis sind generell Allesfresser, die sich vorwiegend von Früchten und Insekten ernähren.
Das kleine Verbreitungsgebiet des Goodman-Mausmakis ist geschützt, Angaben zum Gefährdungsgrad sind dennoch schwierig. Die IUCN listet die Art unter „zu wenig Daten vorhanden“ (data deficient).
Die Art war unbekannt, bis 2005 zehn vermeintliche Brauner Mausmakis (Microcebus rufus) in den Zoo Zürich gebracht wurden, um die Masoala-Halle zu bereichern. Schnell wurde der Fehler erkannt und Forscher vom Deutschen Primatenzentrum in Göttingen konnten schon vier Monate später die neue Art beschreiben.
Die ersten Haltungen der Art in Europa wurden im Zoo Pilsen und (wenn auch kaum sichtbar) in Zürich verzeichnet. Mittlerweile ist der Goodman-Mausmaki auch im Kölner Zoo sowie im Zoologischen Garten Berlin anzutreffen. In beiden Fällen handelt es sich um Nachzuchten aus Zürich. Weitere Standorte sind Zoos im polnischen Breslau sowie in den tschechischen Städten Jihlava und Prag (Zoo Prag).

## Belege
1. ↑  Kleinster Primat, dessen lateinischer Name madagassisch tönt. In: Zoo Zürich. 15. April 2020, abgerufen am 18. August 2024.
2. ↑  Goodman-Mausmaki auf Zootierliste.de, abgerufen am 21. September 2022.